# FOREVER FOREVER
『FOREVER FOREVER』（フォーエバー・フォーエバー）は、NONA REEVESの13枚目となるオリジナル・アルバム。前作「POP STATION」から約1年3ヶ月振りのオリジナル・アルバムとして、2014年6月4日にBillboard Recordsから発売された。

## 収録曲
1. Always On Your Side
作詞：西寺郷太、作曲：西寺郷太・奥田健介
2. 夢の恋人
作詞：西寺郷太、作曲：奥田健介
3. ガガーリン
作詞：西寺郷太、作曲：西寺郷太・冨田謙
4. 土曜の夜は "Happy Sounds"
作詞：西寺郷太、作曲：奥田健介
5. 高層ビル
作詞：西寺郷太、作曲：西寺郷太・冨田謙
6. Jr.
作詞：西寺郷太・奥田健介・小松シゲル、作曲：小松シゲル
  - メンバー全員がリードボーカルをとっている。
7. Dr. Too Much
作詞・作曲：西寺郷太
  - 本アルバムで唯一英詞の楽曲。
8. 君はザナドゥ
作詞：西寺郷太、作曲：奥田健介
9. the sweetest girl
作詞：谷口尚久、作曲：西寺郷太
10. Lucky Guy
作詞・作曲：西寺郷太